# Římskokatolická farnost – děkanství Česká Kamenice
Římskokatolická farnost – děkanství Česká Kamenice je církevní správní jednotka sdružující římské katolíky na území města Česká Kamenice a v jeho okolí. Organizačně spadá do děčínského vikariátu, který je jedním z 10 vikariátů litoměřické diecéze. Centrem farnosti je děkanský kostel svatého Jakuba Většího v České Kamenici.

## Historie farnosti
Farní kostel sv. Jakuba v České Kamenici se poprvé připomíná v roce 1352. V roce 1517 byla farnost povýšena na děkanství. Současná podoba kostela pochází ze 16.-17. století, dokončena byla v roce 1610. V letech 1736-1739 byla vybudována poutní kaple Narození Panny Marie. V místě se dodnes udržuje poutní tradice.

## Duchovní správcové vedoucí farnost
Začátek působnosti jmenovaného v duchovní správě farnosti od roku:

### Období předreformace a reformace
- k roku 1525 farář Wolfgang
- 1529-1628 protestantští duchovní
- 1629 zaznamenán první katolický kněz v kraji (6. září 1630 jsou pohřby již podle katolického ritu)

### Katoličtí faráři
- Bartholomaeus Knappe (zmíněn v matrice k roku 1633)
- Stefanus Georgius Longinus
- Andreas Adalbertus Bucovinus (do roku 1644)
- Johann Christof Novak
- 1648-1651 Benedict Conradi
- od r. 1655 Thomas Theodor Thischke
- Melchior Henricus Tschauder (přeložen do Teplic)
- ustanoven 1660 Aloysius Georgius Wenzelius – poslední duchovní ve funkci faráře

### Děkani
Litoměřický biskup Maxmilián Rudolf Schleinitz povýšil dekretem z 5. srpna 1662 chrám v České Kamenici na děkanský kostel. Vlastní duchovní správce farnosti od té doby je držitelem titulu děkan.
- 1. děkan: Augustinus Franz Keindel z Encovan
- 2. děkan: Gottfried Benedict Reintsch, potvrzen roku 1669, velký mariánský ctitel s přídomkem „Mariofilus“. Roku 1680 obnovil v děkanském kostele Bratrstvo svatého Růžence.
- 3. děkan: 1686 – 1706 Georgius Preisler (dříve farář v Chřibské)
- 4. děkan: 1706 – † 12. června 1735 Henricus Ignatius Teigel
- 5. děkan: 1735 – † 2. března 1739
- 6. děkan: 1739 – 1743 Johannes Görner
- 7. děkan: 1743 – † 25. března 1759 Johann Anton Füller
- 8. děkan: 1759 – † 24. dubna 1766 Wenzel Strobach
- 9. děkan: 1766 – 1777 Daniel Kühnel
- 10. děkan: 27. prosince 1777-†21. října 1783 Augustin Zippe
- 11. děkan: 1783 – † 25. května 1796 Anton Franz Huber
- 12. děkan: 1796 – † 25. května 1798 Elias Josef Strobach
- 13. děkan: 1798 – † 8. listopadu 1812 Johann Mentschel
- 14. děkan: 1812 – † 2. dubna 1834 Georg Wenzel
- 15. děkan: od 21. srpna 1834-1862 († 1869) Florian Kindermann
- 1866-1869 Johann Faust (administrátor)
- 16. děkan: 1869 – † 16. června 1896 Johann Faust
- 17. děkan: 17. prosince 1896 – rezignoval 1918 Anton Wenzel
- do roku 1919 zastupující administrátor Franz Kumpf (1. kaplan)
- 18. děkan: 11. květen 1919-1921 Franz Weikert
- 19. děkan: 1921 – přesídlen 1935 Heinrich Marschner
- 20. děkan: 1935-1946 August Frenzel

Roku 1946 obdržel děkan Frenzel a jeho kaplan Weber výnos Zemského národního výboru, kterým byli oba zbaveni svého úřadu spolu se zákazem zastávat jakékoliv veřejné funkce. Sem patřilo i zapisování do matrik či konat svatby. Správou děkanského úřadu byl pověřen dosavadní notář Maschke z Horních Habartic. Protože Maschke funkci odmítl, byl úřadem pověřen farář Willibald Kindermann. August Frenzel i s kaplanem byli odsunuti 30. srpna 1946

### Administrátoři
- 1946-1950 František Šemík (do roku 1946 vikář při litoměřické katedrále), administrátor
- od 1950 Hroznata Geršl CCG, Marcel Novák CCG – katecheta, Kosmas Mlýnský CCG – superior a Josef Šebor – arciděkan v.v.
- od 1951 František Čístecký – arciděkan a administrátor – biskupský notář
- od 1952 Josef Jech – administrátor
- od 1959 Bedřich Prchala (od roku 1968 děkan, 1969 opět administrátor)
- od 1968 František Appl – asi výpomocný administrátor
- od 1969 Stanislav Peřina – administrátor (§ 16 – pravděpodobně pouze částečný státní souhlas pro určité místo)
- od 1972 Stanislav Bečička – administrátor
- od 1973 Jan Rob SDB
- od 1990 Stanislav Bečička – administrátor
- od 1991 Jaroslav Gajdošík – administrátor pouze zastupující
- od 1992 Stanislav Bečička – administrátor
- od 1999 Karel Jordán Červený – administrátor[1]

### Opět děkan
- 21. děkan: od 1. dubna 2011 Karel Jordán Červený, n. 16. 3. 1943, o. 1998, † 9. 6. 2020

### Opět administrátoři
- od 15. 6. 2020 Tomáš Kuba – administrátor excurrendo in spiritualibus
- 15. 6. 2020 – 1. 8. 2021 Jan Hedvík – administrátor in materialibus
- 1. 8. 2021 Josef Jaroš – administrátor
  - 1. 8. 2022 Jiří Sucharda – výpomocný duchovní[1]

## Území farnosti
Do farnosti náleží území těchto obcí:
- Česká Kamenice
- Janská
- Kunratice

## Římskokatolické sakrální stavby na území farnosti
| | Fotografie     | Stavba                     | Místo          | Bohoslužby                      | Zeměpisné souřadnice             | Status         | Číslo kulturní památky           |
| Kostel a kaple | Kostel a kaple | Kostel a kaple             | Kostel a kaple | Kostel a kaple                  | Kostel a kaple                   | Kostel a kaple | Kostel a kaple                   |
| --- | -------------- | -------------------------- | -------------- | ------------------------------- | -------------------------------- | -------------- | -------------------------------- |
| 1. |                | Kostel sv. Jakuba Většího  | Česká Kamenice | bližší informace o bohoslužbách | 50°55′32″ s. š., 14°25′45″ v. d. | farní kostel   | 14262/5-3610 (Pk•MIS•Sez•Obr•WD) |
| 2. |                | Kaple Narození Panny Marie | Česká Kamenice | bližší informace o bohoslužbách | 50°48′8″ s. š., 14°24′57″ v. d.  | poutní kaple   | 16027/5-4112 (Pk•MIS•Sez•Obr•WD) |
| Některé drobné sakrální stavby a pamětihodnosti lze dohledat zde v databázi Drobné sakrální památky Zaniklé sakrální stavby lze dohledat zde v databázi Poškozené a zničené kostely, kaple a synagogy v České republice |                |                            |                |                                 |                                  |                |                                  |

Ve farnosti se mohou nacházet i další drobné sakrální stavby, místa římskokatolického kultu a pamětihodnosti, které neobsahuje tato tabulka.

## Příslušnost k farnímu obvodu
Z důvodu efektivity duchovní správy byl vytvořen farní obvod (kolatura) sestávající z přidružené farnosti spravované excurrendo z České Kamenice. Do tohoto farního obvodu patří farnost Kytlice. Přehled těchto kolatur je v tabulce farních obvodů děčínského vikariátu.